# Haft Pīr
Haft Pīr (persiska: هَفت پيران, Haft Pīrān, هفت پیر) är en ort i Iran.   Den ligger i provinsen Chahar Mahal och Bakhtiari, i den centrala delen av landet, 400 km söder om huvudstaden Teheran. Haft Pīr ligger 1 833 meter över havet och antalet invånare är 123.
Terrängen runt Haft Pīr är kuperad åt nordväst, men åt sydost är den bergig. Runt Haft Pīr är det ganska glesbefolkat, med 26 invånare per kvadratkilometer. Närmaste större samhälle är Ardal, 9,7 km nordost om Haft Pīr. Omgivningarna runt Haft Pīr är i huvudsak ett öppet busklandskap.